# Cube SX-HSE
CubeSX-HSE и CubeSX-Sirius-HSE — российские малые космические аппараты, созданные студентами Московского института электроники и математики Национального исследовательского университета «Высшая школа экономики» (МИЭМ НИУ ВШЭ). К разработке второго аппарата — Sirius, были привлечены школьники образовательного центра «Сириус» в Сочи. Выполнены в формате Кубсат 3U компании «Спутникс».
Запуск был произведён 22 марта 2021 года в 09:07 по московскому времени с космодрома Байконур на ракете-носителе «Союз-2.1а» с разгонным блоком «Фрегат-М». Оба кубсата полетели на орбиту в рамках проекта Space-π программы «Дежурный по планете» Фонда содействия инновациям. Всего было запущено 38 космических аппаратов из 18 стран.
Масса — 3,5 кг.

### Разработка
CubeSX-HSE и CubeSX-Sirius — первые спутники серии кубсат, которые были разработаны для мониторинга экологического состояния Земли, созданные Высшей школой экономики. Спутники являются результатом совместного сотрудничества Московского института электроники и математики Национального исследовательского университета «Высшая школа экономики» (МИЭМ НИУ ВШЭ) и образовательного центра «Сириус».

### Экспериментальная камера
На аппаратах была установлена экспериментальная камера на линзах Френеля, разработанная Самарским университетом им. С. П. Королёва, весом всего 400 граммов, и высокоскоростной передатчик X-диапазона. Эти испытания должны продемонстрировать способности оптического оборудования. Снимки с наноспутников передаются в Самарский университет для дальнейшей обработки. В основе сверхлёгкой оптической системы дистанционного зондирования Земли находится плоская дифракционная линза, которая выполняет функцию системы линз и зеркал современных телеобъективов.
Вместе с российскими наноспутниками на орбиту были запущены спутники из Великобритании, Германии, Италии, Канады, Японии, Саудовской Аравии, ОАЭ, Республики Корея, Израиля, Таиланда, Бразилии, Нидерландов, Аргентины, Венгрии, Испании, Словакии и Туниса.